# Caliphruria tenera
Caliphruria tenera är en amaryllisväxtart som beskrevs av John Gilbert Baker. Caliphruria tenera ingår i släktet Caliphruria och familjen amaryllisväxter. Inga underarter finns listade i Catalogue of Life.